# Йорга, Василе
Василе Йорга (рум. Vasile Iorga; род. 19 февраля 1945) — румынский борец вольного стиля, призёр летних Олимпийских игр 1972 года в Мюнхене.

## Биография
Родился в 1945 году в коммуне Мэрашу жудеца Брэила. Борьбой начал заниматься в Брэиле. В 1970 году завоевал бронзовые медали чемпионата Европы и чемпионата мира. В 1971 году опять завоевал бронзовую медаль чемпионата мира. В 1972 году стал бронзовым призёром Олимпийских игр в Мюнхене. В 1973 году стал серебряным призёром чемпионата мира. В 1974 году завоевал бронзовые медали чемпионата Европы и чемпионата мира. В 1975 году занял 2-е место чемпионата Европы и 3-е место чемпионата мира. В 1976 году принял участие в Олимпийских играх в Монреале, но там стал лишь 9-м.